# 史奕瓖
史奕瓖，江蘇省鎮江府溧陽縣（今江蘇省溧陽縣）人，清朝政治人物。史貽直之子。
乾隆年間，擔任河南通判。乾隆二十一年，升任山西潞安府知府。乾隆三十五年，升任山西河東道。
有兄史奕簪、史奕昂。